# Alternatvinklar

Alternatvinklar. A och A' är inre alternatvinklar, B och B' yttre.

Alternatvinklar är ett begrepp inom euklidisk geometri. Alternatvinklar kallas de parvis motsatt placerade vinklarna mellan två givna räta linjer och en tredje (transversal). 
Inre alternatvinklar har spetsarna i skärningspunkterna och ligger i området mellan de två räta linjerna, på var sin sida om transversalen. Yttre alternatvinklar ligger på motsvarande vis utanför området mellan de två givna linjerna.
Alternatvinklarna är lika om och endast om de två givna räta linjerna är parallella. 